# Игра Каулена

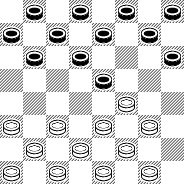
Табия Игры Каулена

Игра Ка́улена — дебют в русских шашках.
Табия дебюта возникает после ходов 1.gf4 fe5 2. hg3. Так часто начинал партии выдающийся шашист Фёдор Альбертович Каулен (1885—1914), двукратный победитель де-факто чемпионата России (официально назывался Всероссийский шашечный турнир). Наиболее характерная игра для этого начала — двойной размен после 2…ed4
После первого хода белых черные могут отказаться от 1… fe5 и играть на 1..а5 и 1…dc5, получая дебют Отказанная игра Каулена
В турнире мастеров 1934 года Василий Соков применил за чёрных
необычную систему: 1.g3-f4 f6-e5 2.h2-g3 b6-c5 3.c3-b4 a7-b6 4.b4-a5 b8-a7